# مارتن كون
مارتن كون (بالإنجليزية: Martin Cone)‏ هو قسيس أمريكي، ولد في 1882 في كلينتون في الولايات المتحدة، وتوفي في 1963 في دافنبورت في الولايات المتحدة.